# Longmont
Longmont is een plaats (city) in de Amerikaanse staat Colorado, en valt bestuurlijk gezien onder Boulder County en Weld County.

## Demografie
Bij de volkstelling in 2000 werd het aantal inwoners vastgesteld op 71.093.
In 2006 is het aantal inwoners door het United States Census Bureau geschat op 82.646, een stijging van 11553 (16,3%).

## Geografie
Volgens het United States Census Bureau beslaat de plaats een oppervlakte van
56,4 km², geheel bestaande uit land. Longmont ligt op ongeveer 1545 m boven zeeniveau.

## Plaatsen in de nabije omgeving
De onderstaande figuur toont nabijgelegen plaatsen in een straal van 16 km rond Longmont.

## Geboren
- Vance Brand (1931), astronaut
- Kristen Schaal (1978), actrice en scenarioschrijfster